# Korond borvízforrásai

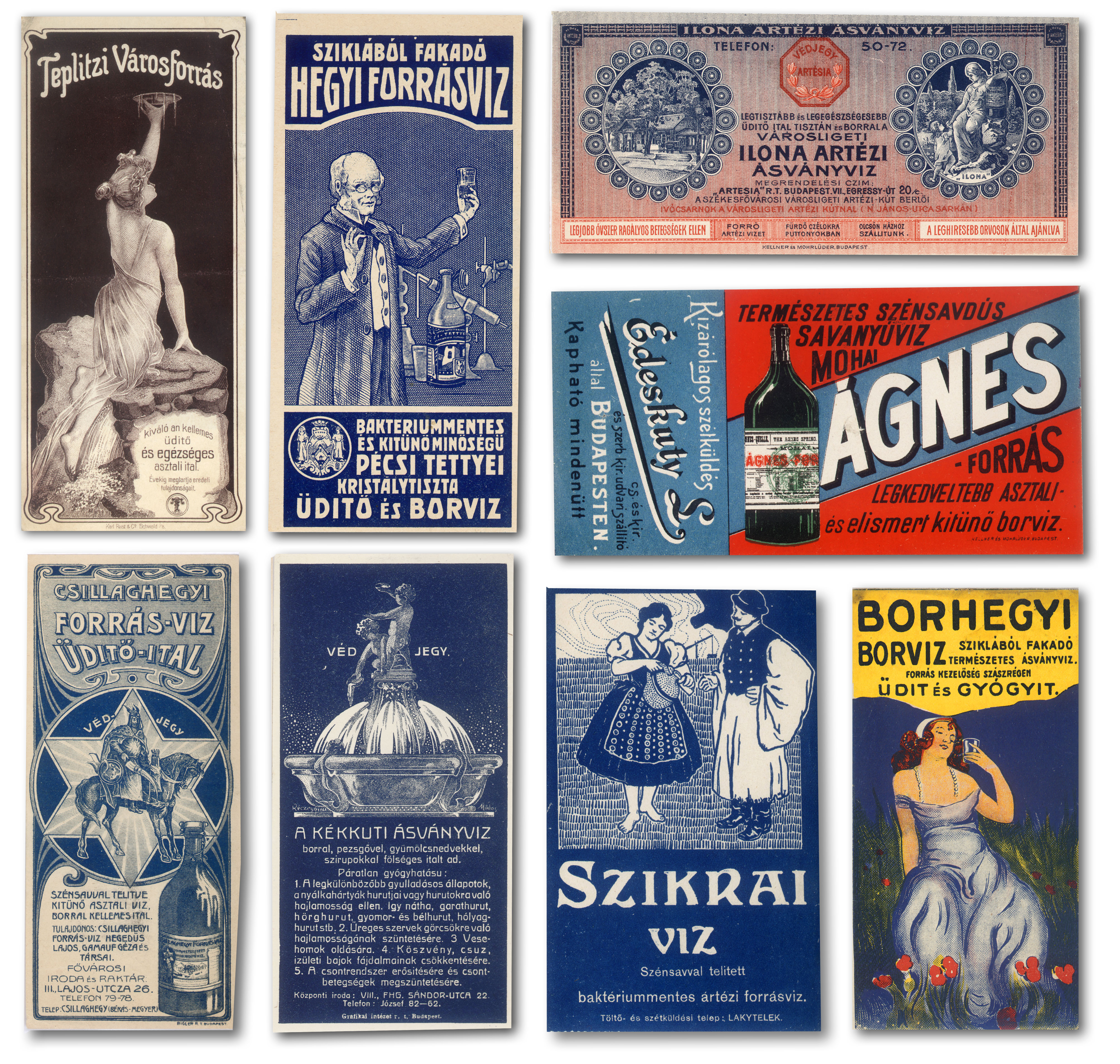
Borvízek

Korond területén több szénsavas és sós forrás tör fel. A régmúltban gyógyfürdőket is létesítettek a jótékony hatású forrásoknál.

## Története
A korondi szénsavas és sós források ismertek és elismertek voltak a régmúltban is. Teleki Sándor 1729-ben kelt, Teleki Pálhoz címzett leveléből kitűnik, hogy az itteni borvizeket már abban az időben palackba töltve szállították messzi vidékre is: „...küldöttem ezenáltal két butelia korondi savanyúvizet, a legfrissebb savanyú kútból valót...”.
A korondi forrásvizek vegyelemzését Mátyus István végezte el először a XVIII. század végén. Majd Bélteki Zsigmond és Pataki Sámuel is vegyelemzik az itteni vizeket. Több tanulmány, leírás is készül a jótékony hatású gyógyvizekről, Gergelyffi András, Orbán Balázs, Tófalvi Zoltán, Hankó Vilmos ismertetik írásaikban a forrásokat. A magyar orvosok és természetvizsgálók X. nagygyűlésén 1864-ben Vajna János marosszéki orvos részletesen ismerteti a korondi forrásokat és a fürdőt.
Korond híres fürdője, Árcsófürdő vagy Korondfürdő a XVIII. században alakult ki. A híres „Ártsói savanyú vizet” 1756-ban említik először korabeli források. A XVIII. sz. közepén a Molnos család megvásárolta és átalakította Korondfürdőt, mely a XIX. sz. elejére az erdélyi nemesség kedvenc fürdőhelyévé vált. 1826-tól Révai Teréz tulajdonába került  a fürdő, mely a század végére hanyatlásnak indult, az épületek, fürdők állaga leromlott. 1892-ben újra gazdát cserélt Korondfürdő. Az új tulajdonos, Gáspár Gyula korszerűsítette, modernizálta a fürdőtelepet, mely újra virágzásnak indult. A 20. század elejére Korondfürdő országos viszonylatban nagy népszerűségnek örvendett, a település sós fürdője, az Unicum fürdő is egyre ismertebbé és kedveltebbé vált.
Az első világháború után hanyatlásnak indult Korondfürdő, a telep és környéke lassan lepusztult. Napjainkban csak három forrás, melyből kettőt használnak a helybeliek és az elvadult sétány jelzi az egykor szebb napokat megélt fürdőtelep helyét.
A Korondfürdőn található főkút vizét a XIX. elejétől egészen a második világháborúig palackozták, a kitűnő ásványvíz az 1896-os Milleniumi kiállításon dicsérőlevelet is kapott.
A Csigadomb alatt feltörő sós források vizét hasznosította a korondiak másik nevezetes, egyedi fürdője. A több száz éves, a 20. század elején felkapott Unicumfürdő az 1960-as évekig működött, majd lassan feledésbe merült. 2015-ben helyi kezdeményezésre és összefogással felújították Unicumfürdőt. A fürdő két, egy gyerek- és egy felnőtt medencével, öltözőkkel, tusolókkal van felszerelve.
Korondon ismertek még a Vadasmező alatti borvíz,  a Fingó vagy Erzsébet forrás, a diai és a szőlőmali borvízforrások. 
Az atyhai eltérő mellett híres tömény sós forrás van, az Árcsói-sóskút, melynek használati jogát még Mária Teréziától kapták a korondiak. A helybeliek a háztartásban – főzéshez, szalonna tartósításához – és az állattartásban használták. Régen kereskedtek is a főzéssel, párologtatás útján kinyert sósonkollyal.
A sós patak torkolatában feltörő források vizét kezdetleges medencében felfogva a helyiek fürdésre használják. A Csigadomb szomszédságában feltörő Ősforrás szintén tömény sós víz.

## Jellegzetessége
A korondi források vize kalcium-magnézium-hidrogén-karbonátos, nátrium-klorid-hidrogén-karbonát, magnézium-kalcium-hidrogén-karbonát, valamint tömény nátrium-klorid típusú vizek.

## Gyógyhatása
A Korondon feltörő források vizét ivókúrában tüdő- és légzőszervi megbetegedések, gyomor- és bélbetegségekben, vérszegénységben szenvedők használták. Fürdőkúrában az Unikum fürdő vizét főleg nőgyógyászati panaszok, valamint aranyér és különféle bőrbetegségek kezelésére használták.

## Külső hivatkozások
- Magyar orvosok és természetvizsgálók 1864 Augusztus 24-től-Szeptember 2-ig Maros-Vásárhelyt tartott X. nagygyűlésének történeti vázlata és munkálatai. Benne: Vajna János: Korond környéke és fürdője ismertetése – 87. oldal (a PDF 61. oldalától